# Gårdstun

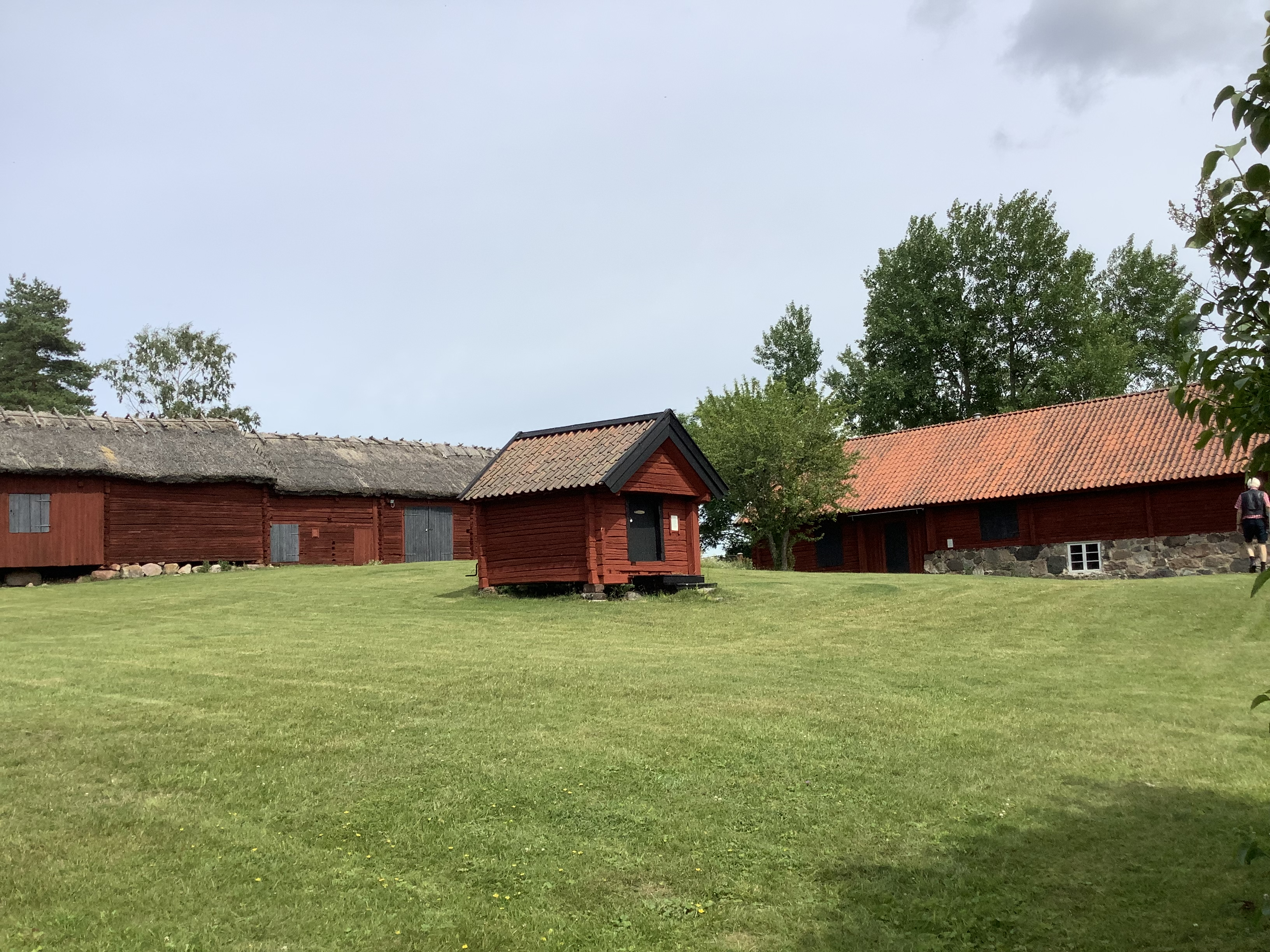
Kista gårds tun, Väddö, 2020. Gården är byggnadsminne sedan 2011.

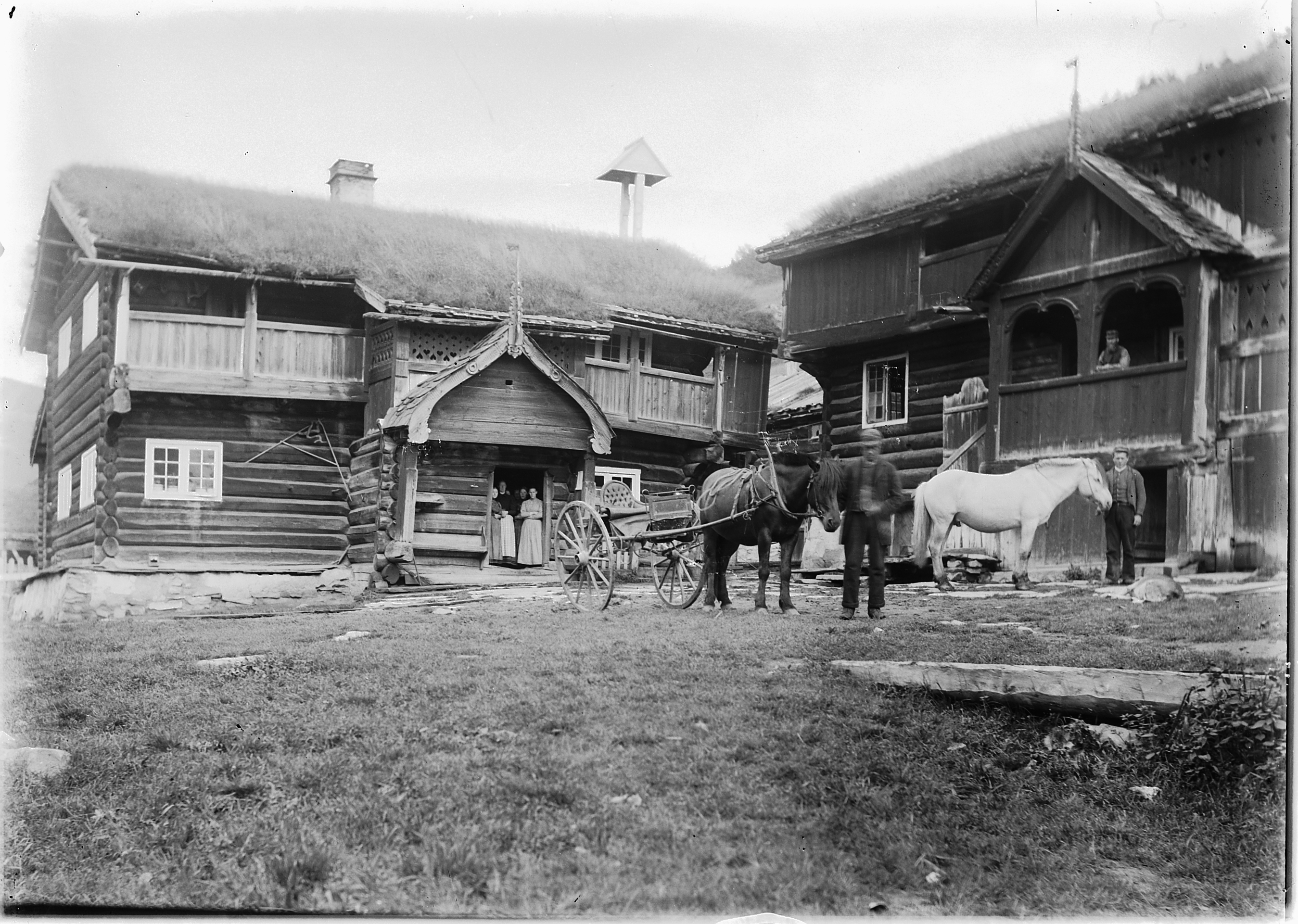
Tun i Bjølstad i Gudbrandsdalen, 1910.

Tun ( fornsv. tun 'inhägnad; gårdsplats') eller gårdstun är ett fornnordiskt ord för gårdsplan, gräsmatta eller inhägnad betesvall, med koppling till byggnadsbegreppet gård. Som rumsligt begrepp uppstår ett tun när byggnaderna placeras så nära att de bildar en rumslig gemenskap. Etymologiskt finns ordet i samtliga germanska språk men betydelsen har historiskt och geografiskt glidit åt olika håll. I engelskan återfinns tun som town ("stad") och i tyskan som Zaun ("staket"). På nederländska är tuin ordet för en hage och på isländska betecknar tún en åker.
I norra och södra Sverige, där ladugård och mangård låg på samma gårdsplan, utgjorde tunet en del av denna.
Under 1800-talet började utifrån moderna principer andra typer ladugårdar anläggas, där flera funktioner samlades i en, samtidigt som ladugårdarna gjordes större och rymligare. Nya byggnadstekniker gjorde att man kunde bygga större byggnader och inte var hänvisad till en mängd småbyggnader för gårdens behov. Detta kombinerat med att de gamla bytomterna i samband med skiftesreformerna bröts upp och detta gav större ytor att bygga på försvann de kringbyggda gårdarna i Norden.
Under 1800-talet inspirerade det friliggande stilidealet även när mindre gårdar anlades. Detta stilideal dominerade samtidigt som bönderna själva hade råd att måla sina hus och att bygga till. I övriga världen, till exempel Afrika, Asien och Sydamerika är det fortfarande en av de vanligaste gårdstyperna med slutna gårdsplaner för att skydda mot vind och fiender.